# ブライアン・クルザニッチ
ブライアン・クルザニッチ（Brian Matthew Krzanich, 1960年5月9日 - ）は、インテルの元最高経営責任者（CEO）（2013年 - 2018年）。
CEO就任以前は、同社の上級副社長兼COO（最高執行責任者）を務めた。

## 来歴
サンノゼ州立大学で化学の学士号を取得。半導体加工に関する特許を保持している。1982年にニューメキシコ州でエンジニアとしてインテルに入社。
2012年1月、同社最高執行責任者（COO）に昇格。2012年11月、CEOのポール・オッテリーニが辞任を表明。その後6カ月間にわたる後任探しを経て2013年5月2日にCEOに選出される。同年5月16日に年次株主総会での承認を得て就任した。
2018年6月、経営層が社員と関係を持つことを禁じた社内規則違反を理由に辞任。CFOのロバート・"ボブ"・スワンが暫定的にCEOを引き継ぎ、2019年1月に正式に後継CEOに指名された。

## 論争
2016年6月、カリフォルニア州アザートンのクルザニッチ自邸での開催を予定していたドナルド・トランプ共和党大統領候補の資金調達者を交えた意見交換会を中止した。このイベントは2016年6月2日の開催を告知していたものの、インテルは直前に中止を発表。トランプ陣営の広報担当者は、スケジュールの競合が理由だと説明し、結果として、トランプ選挙陣営は6月2日にサンノゼで代替のイベントを開催した。インテルは移民制度改革支援の一環として女性や社会的少数者の雇用に3億ドルの支援を行っていることや、半導体業界にとって最大の市場である中国での利益を重視する点を踏まえて、トランプ陣営の資金調達イベントを主催することがインテルの方針と矛盾する可能性があると広く見なされていた。2017年8月14日、トランプ大統領の助言委員会である米国製造業評議会（American Manufacturing Council）委員を辞任すると発表した。